# XM7
XM7は、M4カービンの後継としてアメリカ陸軍に採用されたSIG SAUER製のアサルトライフルである。次世代分隊火器プログラムにおける選考を経て、2022年に制式採用が決定された。SIG MCX Spearをベースとしており、採用弾薬は6.8×51mm .277 FURY弾、作動方式はガス圧式である。

## 歴史
2019年1月、M4カービンとM249軽機関銃を更新するため、米軍は次世代分隊火器プログラムを開始した。SIG SAUERはこれに対し2019年9月に本銃を提案した。当時、ボディアーマーの性能向上により従来の5.56×45mm NATO弾（M4およびM249で使用）や7.62×51mm NATO弾では有効性が不足することが懸念されていたことから、XM7はより強力な6.8（.277インチ）×51mmの.277 FURY弾を使用するように設計された。.277 FURY弾は、7.62×51mm NATO弾と比較して薬室圧力および初速がより高く、弾着点におけるエネルギーもより大きいことから、より大口径の弾薬と同等の弾道特性を有すると考えられている。
2022年4月19日、アメリカ陸軍はSIG SAUERとの間でXM7ライフルとXM250分隊支援火器の供給に関する10年間の契約を締結し、M4とM249をそれぞれ置き換えることとした。すなわち、M4の後継がM5、M249の後継がM250と、それぞれ連番の型番を後継銃に用いることとなった。最初の納入数はXM7が25丁、XM250が15丁で、2023年後半に納入される予定である。陸軍は、歩兵、戦闘工兵、前進観測員、衛生兵等の近接戦闘職種向けに合計107,000丁のXM5と13,000丁のXM250を調達する予定である。本銃を非戦闘員に支給する計画は当面はない。なお、契約上は、海兵隊と特殊作戦軍にも採用されることに備えた追加発注枠がある。
2025年5月20日、ニュージャージー州ピカティニー兵器廠は次世代小隊用兵器（NGSW）の型式分類承認を発表し、公式分類をXM7からM7に改めた。

## 設計
XM7の重量は8.38 lb (3.80 kg)（サプレッサー込みでは9.84 lb (4.46 kg)）である。標準的な武装では、兵士1人あたり20発装填のマガジン7個の計140発を装填して携行することになるため、弾薬分の9.8 lb (4.4 kg)が追加される。これに対し、M4A1では本体重量6.34 lb (2.88 kg)に30発装填マガジン7個で計210発の重量7.4 lb (3.4 kg)が加わる形であったから、XM7では本体重量が約2 lb (0.91 kg)多くなり、兵士が運ぶ重量は合計およそ4 lb (1.8 kg)増加するにもかかわらず、携行弾数は70発減少することになる。
XM7を含めた次世代分隊火器の運用テストは2024年に開始される予定であった。

## 登場作品
『コール オブ デューティ モダン・ウォーフェアIII』
「BAS-B」の名称で登場。